# Trangölamyren (Östgötadelen)
Trangölamyren (Östgötadelen) este o arie protejată (arie specială de conservare — SAC, sit de importanță comunitară — SCI) din Suedia întinsă pe o suprafață de 57,1 ha, integral pe uscat.

## Localizare
Centrul sitului Trangölamyren (Östgötadelen) este situat la coordonatele 57°42′27″N 15°10′03″E / 57.7074°N 15.1674°E.

## Înființare
Situl Trangölamyren (Östgötadelen) a fost declarat sit de importanță comunitară în aprilie 2004 pentru a proteja un număr necunoscut de specii din flora spontană și fauna sălbatică aflate în arealul zonei. Situl a fost protejat și ca arie specială de conservare în martie 2011.

## Biodiversitate
Situată în ecoregiunea boreală, aria protejată conține 4 habitate naturale: Mlaștini turboase de tranziție și turbării mișcătoare, Lacuri și iazuri distrofice naturale, Taiga vestică, Mlaștini împădurite.
La baza desemnării sitului se află un număr nedeclarat de specii protejate.